# Kovács István (labdarúgó, 1920)
Kovács István (Temesvár, 1920. október 2. – Kolozsvár, 1995. május 12.) minden idők egyik legsikeresebb labdarúgó-szakembere. A Házsongárdi temetőben nyugszik.

## Pályafutása

### Játékosként
Élvonalbeli játékos volt, de testvére, Kovács Miklós sikeresebb volt nála, három világbajnokságon – 1930 – Uruguay-, 1934 – Olaszország-, 1938 – Franciaország – szerepelt a román válogatottal.

### Edzőként
Edzői pályafutása Kolozsvárról indult, ahol a futballt befejezte Az Ajaxhoz úgy érkezett, hogy előtte három bajnoki címet és egy Román Kupát nyert a Steauával, de később is megfordult olyan csapatoknál, mint a Panathinaikosz vagy a Monaco, és sokan tudni vélik, amit a lexikonok meg sem említenek, hogy a francia szövetség szakmai igazgatójaként ő rakta le a később a Zidane-féle sikergenerációt eredményező országos utánpótlásprogram alapjait. Romániai pályafutása akkor fejeződött be, amikor 1982-ben a válogatottal elveszítette a világbajnoki-selejtezőket, gyakorlatilag éppen a magyarokkal szemben (a francia válogatottal azért egyszer megverte a magyart 1975-ben), a klubkarrierje pedig öt évvel később ért véget, amikor a Monaco kispadján a fiatal Arsene Wenger váltotta őt.
Edzőként, csapataival kétszer nyerte meg a Bajnokcsapatok Európa Kupáját [BEK] (a Bajnokcsapatok Ligája [BL] elődjét) – (az Internazionale  Internazionale lesz az ellen 2:0, a Juventus ellen 1:0), ilyen minőségében az edzők közül nem sokan dicsekedhetnek. Két egymást követő évben sikerült a bravúr, mindkétszer a Johan Cruijff fémjelezte Ajaxot vezette sikerre, ráadásul 1972-ben és 1973-ban a holland bajnoki címet, 1973-ban az akkor első ízben kiírt európai Szuper Kupát (a hazai meccsen 6:0, idegenben 0:1 a AC Milan ellen, a Glasgow Rangers ellen 3:1 és 3:2), továbbá az első évben a Holland Kupát és az Interkontinentális kupát (az Independiente ellen 1:1 és 3:0)is begyűjtötte csapatával. Hét trófea két év alatt, abból négy nemzetközi… (Egyes források szerint Kovács kétszeres Szuper Kupa-győztes az Ajaxszal, sőt a francia szövetség honlapja szerint háromszoros BEK-győztes, viszont már francia szövetségi kapitányként dolgozott, amikor az első Szuperkupa-döntőt rendezte az Európai Labdarúgó-szövetség (UEFA), ami azt jelenti, hogy akkor már vagy nem Kovács volt az edző, vagy párhuzamosan volt az Ajaxnál és a francia válogatottnál – mint később Verebes József a Győri ETO-nál és a Magyar Labdarúgó-szövetségné (MLSZ).
Nem Kovács István az egyetlen magyar BEK/BL-győztes edző, aki a román bajnokságban is sikereket ért el korábban. Guttmann Béla a Benficával kétszer is megnyerte a BEK-et (míg Kovácsnak Cruyff, neki Eusébio volt a kulcsjátékosa, akit ő is fedezett fel), Jenei Imre, a Steaua BEK-győztes mestere pedig ma is Nagyváradon él. Kovács István és a már említettek mellett is voltak nagyszerű külföldön tevékenykedő edzők, akik az adott ország labdarúgásának fejlődéséhez hozzájárultak. Az MTK-s Opata Zoltán Lengyelországban, Sós Károly az NDK-ban, Puskás Ferenc Görögországban.

## Sikerei, díjai

### Edzőként
Steaua București
- Román bajnokság
  - bajnok: 1967–68
- Román kupa
  - győztes: 1969, 1970, 1971

 AFC Ajax
- Holland bajnokság
  - bajnok: 1971-72, 1972-73
- Holland kupa
  - győztes: 1972
- Bajnokcsapatok Európa-kupája (BEK)
  - győztes: 1971–72, 1972–73
- Európai-szuperkupa
  - győztes: 1972
- Interkontinentális kupa
  - győztes: 1972

 Panathinaikósz
- Görög kupa
  - győztes: 1982